# دراغون إيج: أوريجينز - أويكيننغ
دراغون أيج: اوريغون - أويكيننغ (بالإنجليزية: Dragon Age: Origins – Awakening)‏ ، هي لعبة فيديو إلكترونية من نوع تقمص الأدوار ، أنتجت سنة 2010م ، ونشرها شركة إلكترونيك آرتس الأمريكية ، حيث تعمل أنظمة التشغيل كل من بلاي ستيشن 3 وإكس بوكس 360 وغيره.